# Theba
Theba es un género taxonómico de caracoles terrestres que respiran aire, moluscos gasterópodos pulmonares de tamaño mediano de la familia Helicidae, los verdaderos caracoles.
Theba es el género tipo de la tribu Thebini. 
El género se encuentra en la cuenca del Mediterráneo, en las Islas Canarias y en Marruecos .
Las especies dentro del género Theba incluyen:
- Theba andalusí Gittenberger & Ripken, 1987 [3][4][5]
- Theba arinagae Gittenberger y Ripken, 1987 [4][5]
- † Theba cartaxensis (romana, 1907)
- Theba chudeaui (Germain, 1908) [3][6]
- Theba clausoinflata (Mousson, 1857) [5]
- † Theba costillae Hutterer, 1990
- Theba geminata (Mousson, 1857) [3][4][5]
- Theba grasseti (Mousson, 1872) [3][5]
- Theba impugnata (Mousson, 1857) [3][4][5]
- Theba lindneri Kittel, 2012
- Theba macandrewiana (L. Pfeiffer, 1853) [3][5]
- † Theba milneedwardsi (Filhol, 1877)
- Theba orzolae Gittenberger & Ripken, 1985 [3]
- Theba pisana (Müller, 1774) - especie tipo[3][4][5]
- † Theba quintanellensis (romana, 1907)
- Theba sacchii (Gitten y Ripken, 1987) [3][7]
- Theba solimae (Sacchi, 1955) [3][8]
- Theba subdentata (Férussac, 1821) [3][4][5]
- Theba tantanensisHutterer , Greve & Haase, 2010

Especies puestas en sinonimia

- Theba albocincta P. Hesse, 1912 : sinónimo de Monacha albocincta (Hesse, 1912) (combinación original)
- Theba cemenelea Risso, 1826 : sinónimo de Monacha cemenelea (Risso, 1826) (combinación original)
- Theba compingtae' Pallary, 1929 : sinónimo de Monacha compingtae (Pallary, 1929) (combinación original)
- Theba dofleini P. Hesse, 1928 : sinónimo de Monacha dofleini (P. Hesse, 1928) (combinación original)
- Theba hemitricha P. Hesse, 1914 : sinónimo de Paratheba hemitricha (P. Hesse, 1914) : sinónimo de Monacha hemitricha (P. Hesse, 1914) (combinación original)
- Theba melitenensis P. Hesse, 1915 : sinónimo de Monacha melitenensis (P. Hesse, 1915) (combinación original)
- Theba orientalis Hesse, 1914 : sinónimo de Monacha (Metatheba) samsunensis (L. Pfeiffer, 1868) representado como Monacha samsunensis (L. Pfeiffer, 1868) (sinónimo menor)
- Theba pontica (P. Fischer en Tchihatcheff, 1866) †: sinónimo de Monacha pontica (P. Fischer en Tchihatcheff, 1866) †
- Theba rubella Risso, 1826 : sinónimo de Monacha cemenelea (Risso, 1826) (sinónimo menor)
- Theba samsunensis (L. Pfeiffer, 1868) : sinónimo de Monacha samsunensis (L. Pfeiffer, 1868) (combinación no aceptada)